# Стад де ла Божуар
«Стад де ла Божуар — Луї Фонтено» (фр. Stade de la Beaujoire — Louis Fonteneau) — футбольний стадіон у Нанті, Франція,  домашня арена ФК «Нант».
Стадіон відкритий 1984 року як одна з арен для проведення матчів у рамках Чемпіонату Європи з футболу 1984 року. У 1998  році стадіон було реконструйовано в рамках підготовки до Чемпіонату світу з футболу, який Франція приймала у тому ж році. 
Стадіону присвоєно ім’я колишнього президента ФК «Нант» Луї Фонтено, під головуванням якого клуб 4 рази (1973, 1977, 1980 та 1983 рр.) вигравав Чемпіонат Франції з Футболу та 1 раз (1979 р.) Кубок Франції з футболу.